# 阔叶肖榄
阔叶肖榄（学名：Platea latifolia）为茶茱萸科肖榄属下的一个种。